# 蕾切尔·威廉斯
蕾切尔·威廉斯（英語：Rachel Williams，1988年1月10日—），英国女子足球运动员，场上位置是中场。她曾代表英国参加2012年夏季奥林匹克运动会足球比赛，获得第五名。